# George Chuvalo
George Louis Čuvalo, noto come George Chuvalo (Toronto, 12 settembre 1937), è un ex pugile e attore canadese, due volte sfidante al titolo mondiale dei pesi massimi.

## Carriera pugilistica
Nato in Canada da genitori croato-bosniaci (in famiglia era chiamato Jure), Chuvalo fu campione canadese dei dilettanti nel 1955. Passò professionista all'inizio del 1956, dopo 16 match combattuti nella categoria amatoriale, con altrettante vittorie.
Anche tra i professionisti Chuvalo fu più volte (1958-1961, 1964 e 1968) campione nazionale canadese dei pesi massimi. A livello mondiale, fu tra i migliori pugili della categoria  durante gli anni sessanta. 
Il 1º febbraio 1965, al Madison Square Garden di New York, combatté una virtuale semifinale per il titolo mondiale dei pesi massimi contro l'ex campione del mondo Floyd Patterson che lo batté ai punti in dodici riprese, con verdetto unanime. Il match fu dichiarato "combattimento dell'anno" per il 1965, dalla rivista Ring Magazine. 
Chuvalo fu due volte sfidante al campionato mondiale dei massimi, entrambe le volte sul ring di Toronto. Il 1º novembre 1965 combatté contro Ernie Terrell per il titolo riconosciuto dalla WBA perdendo ai punti in 15 round. Il 29 marzo 1966 affrontò Muhammad Ali per il titolo lineare, riconosciuto dalla WBC e dalla rivista Ring Magazine e, pur essendo sconfitto ancora ai punti, fu il primo pugile a costringere Ali a combattere sino alla distanza delle quindici riprese.
Altri grandi pesi massimi da lui sfidati furono Pete Rademacher, Zora Folley, Doug Jones, Cleveland Williams, Oscar Bonavena, Joe Frazier, Buster Mathis, Jerry Quarry, George Foreman, Jimmy Ellis.
Perse tutte le sfide tranne quelle con Jones, Williams e Quarry, ma senza mai sfigurare. Va considerato che l'elenco dei pugili citati comprende sei campioni mondiali e sette sfidanti o contendenti al mondiale. Il 12 novembre 1968, a Toronto, batté il più volte campione italiano Dante Canè, per knock-out tecnico alla settima ripresa.
In 22 anni di carriera, nonostante il valore degli avversari affrontati, non fu mai messo al tappeto (anche se perse due volte, da Foreman e da Frazier, per knock-out tecnico), motivo per cui è considerato uno dei più grandi incassatori della storia del pugilato. Si è ritirato con un bilancio di 73 vittorie (64 prima del limite), 18 sconfitte e due pari su 93 incontri disputati.

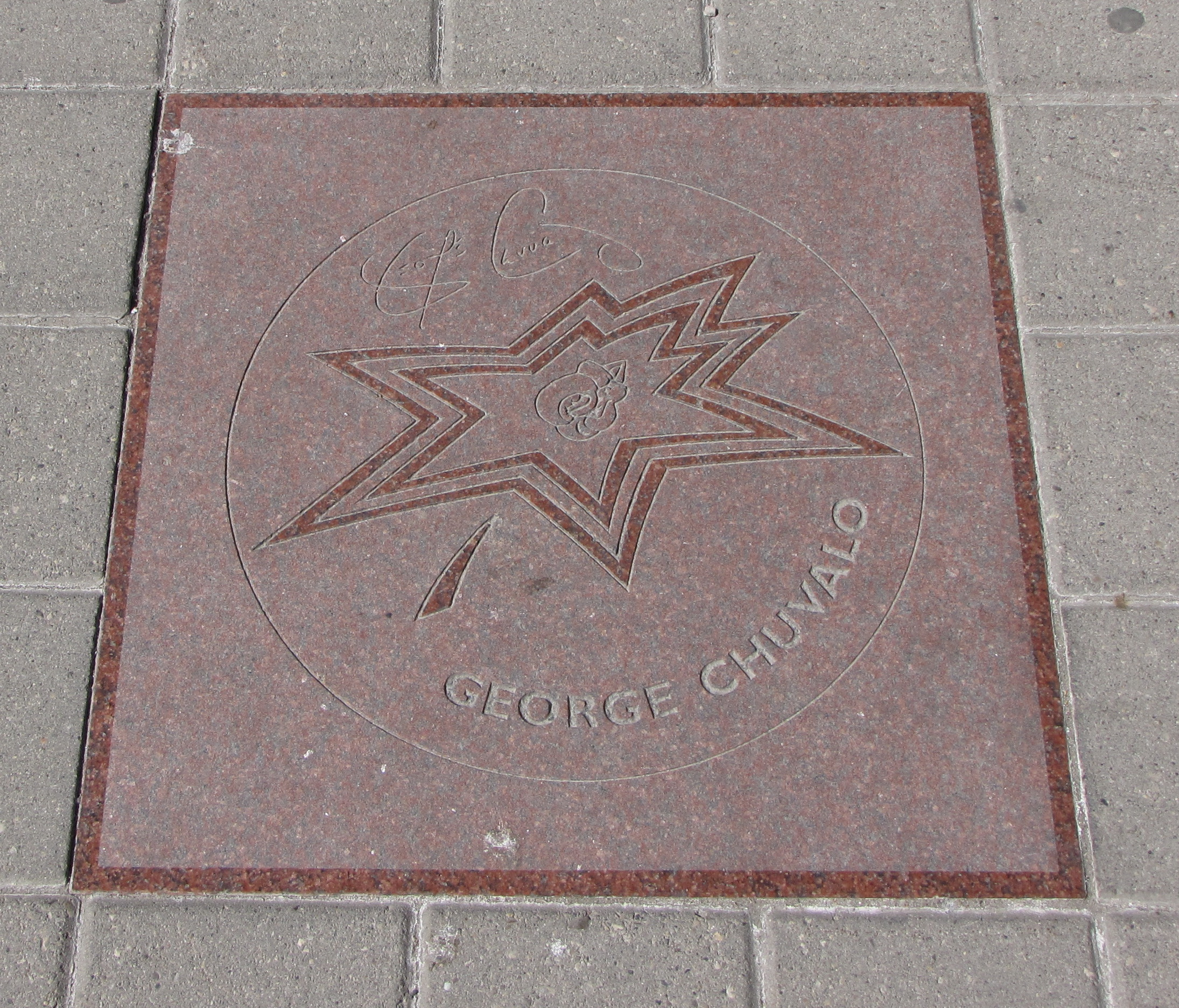
La stella di George Chuvalo sul marciapiede della Walk of Fame canadese.

Il 18 dicembre 2011, nella cittadina bosniaca di Ljubuški, Chuvalo ha presenziato all'inaugurazione di un monumento in suo onore.

## Carriera cinematografica
Dopo il ritiro, Chuvalo apparve più volte come attore sia sul grande che sul piccolo schermo. La sua filmografia su ImDB riporta 17 titoli, tra i quali la sua apparizione più importante nel film La mosca (The Fly), regia di David Cronenberg (1986).
Nel 2005 è stato onorato con una stella nella Walk of Fame canadese. 
Il 14 agosto 2008, nell'episodio intitolato "Kitchen Knockout", per la serie televisiva canadese Holmes on Homes, Chuvalo ha messo a disposizione delle telecamere la propria cucina per un progetto di ristrutturazione.